# Lotta (Filmreihe)
Lotta ist eine deutsche Fernsehfilm-Reihe mit Josefine Preuß in der Titelrolle, die seit Januar 2010 donnerstags im ZDF ausgestrahlt wird. Die Filmreihe basiert auf dem Buch Die letzten Dinge von Annegret Held.

## Inhalt
Im Mittelpunkt dieser Filmreihe steht die chaotische und impulsive Charlotte „Lotta“ Brinkhammer. Die Geschichte setzt ein, als Lotta 20 Jahre alt ist. Sie hat zu diesem Zeitpunkt noch keinen Beruf erlernt und kein Praktikum abgeschlossen. Sie will Schauspielunterricht in New York City nehmen und bittet ihren Vater, den Unterricht zu bezahlen. Aus Trotz hilft sie schließlich sechs Wochen lang in einem Seniorenheim aus, wo es ihr letztlich auch gefällt. Die Arbeit mit den Heimbewohnern macht ihr großen Spaß, nur mit der Heimleitung hat sie ihre Schwierigkeiten. Lotta hat für sich die Altenpflege als Beruf entdeckt. Sie studiert eine Zeit lang in Halle an der Saale, kehrt dann aber nach Berlin zurück. Sie hat eine Tochter namens Lilo, die durch einen One-Night-Stand mit Lukas entstanden ist.

## Besetzung

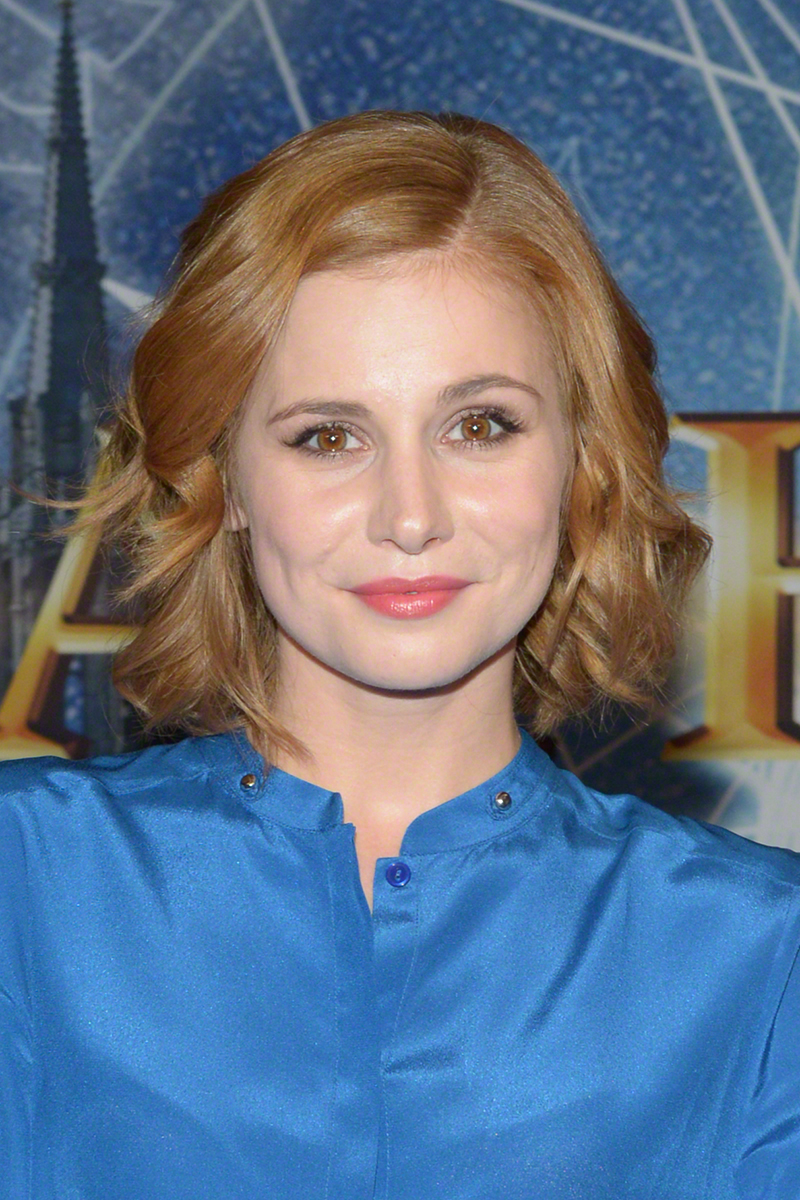
Josefine Preuß spielt Lotta

Folgende Übersicht behandelt Figuren, die in mindestens zwei Filmen der Lotta-Reihe aufgetaucht sind. Grau untermalte Felder bedeuten, dass die Figur nicht im Film auftrat. Für eine ausführliche Übersicht der Darsteller in den jeweiligen Filmen siehe den dazugehörigen Episodenartikel.
| Rolle                         | Lotta & die alten Eisen | Lotta & die großen Erwartungen | Lotta & die frohe Zukunft | Lotta & das ewige Warum  | Lotta & der dicke Brocken | Lotta & der Ernst des Lebens | Lotta & der schöne Schein | Lotta & der Mittelpunkt der Welt |
| ----------------------------- | ----------------------- | ------------------------------ | ------------------------- | ------------------------ | ------------------------- | ---------------------------- | ------------------------- | -------------------------------- |
| Charlotte „Lotta“ Brinkhammer | Josefine Preuß          | Josefine Preuß                 | Josefine Preuß            | Josefine Preuß           | Josefine Preuß            | Josefine Preuß               | Josefine Preuß            | Josefine Preuß                   |
| Sebastian „Basti“ Brinkhammer | Bernhard Piesk          | Bernhard Piesk                 | Bernhard Piesk            | Bernhard Piesk           | Bernhard Piesk            | Bernhard Piesk               | Bernhard Piesk            | Bernhard Piesk                   |
| Meinolf Brinkhammer           | Frank Röth              | Frank Röth                     | Frank Röth                | Frank Röth               | Frank Röth                | Frank Röth                   | Frank Röth                | Frank Röth                       |
| Schwester Nadjeschda          | Marina Weis             | Marina Weis                    |                           |                          |                           |                              |                           |                                  |
| Schwester Gianna              | Cecilia Pillado         | Cecilia Pillado                |                           |                          |                           |                              |                           |                                  |
| Gregor Kurtacker              | Jockel Tschiersch       | Jockel Tschiersch              |                           |                          |                           |                              |                           |                                  |
| Lukas                         |                         | Simon Eckert                   |                           |                          | Simon Eckert              |                              |                           |                                  |
| Marlies Brinkhammer           | Vera Baranyai           | Vera Baranyai                  | Vera Baranyai             | Vera Baranyai            |                           |                              |                           |                                  |
| Lilo Brinkhammer              |                         |                                | Rosa Lola Dargies         | Chloè Albertine Heinrich | Chloè Albertine Heinrich  | Matilda Jork                 | Sophia Louisa Schillner   | Sophia Louisa Schillner          |
| David Bülow                   |                         |                                | Hanno Koffler             | Golo Euler               |                           |                              |                           |                                  |
| Katharina Bornemann           |                         |                                | Fanny Stavjanik           | Fanny Stavjanik          |                           |                              |                           |                                  |
| Mona                          |                         |                                | Carol Schuler             | Carol Schuler            |                           | Carol Schuler                | Carol Schuler             |                                  |
| Gritt                         |                         |                                | Nadine Wrietz             | Nadine Wrietz            |                           |                              |                           |                                  |
| Maike                         |                         |                                |                           |                          | Sylta Fee Wegmann         |                              |                           | Sylta Fee Wegmann                |
| Maren                         |                         |                                |                           |                          |                           |                              | Catherine Flemming        | Catherine Flemming               |

## Episodenübersicht
| Nr. | Filmtitel                               | Regie             | Drehbuch                                          | Produzenten       |
| --- | --------------------------------------- | ----------------- | ------------------------------------------------- | ----------------- |
| 1.  | Lotta & die alten Eisen (2010)          | Edzard Onneken    | Stefan Rogall                                     | Corinna Marx      |
| 2.  | Lotta & die großen Erwartungen (2012)   | Edzard Onneken    | Sebastian Orlac                                   | Corinna Marx      |
| 3.  | Lotta & die frohe Zukunft (2013)        | Gero Weinreuter   | Sebastian Orlac                                   | Corinna Marx      |
| 4.  | Lotta & das ewige Warum (2015)          | Joseph Orr        | Sebastian Orlac                                   | Ronald Gräbe      |
| 5.  | Lotta & der dicke Brocken (2016)        | Edzard Onneken    | Sebastian Orlac                                   | Alexander S. Tung |
| 6.  | Lotta & der Ernst des Lebens (2017)     | Florian Gärtner   | Sebastian Orlac und Kerstin Schütze               | Sofia Doßmann     |
| 7.  | Lotta & der schöne Schein (2019)        | Christina Schiewe | Markus Staender, Anika Soisson und Birgit Maiwald | Lynn Schmitz      |
| 8.  | Lotta & der Mittelpunkt der Welt (2019) | Andreas Menck     | Birgit Maiwald                                    | Lynn Schmitz      |